# كلير رومان
كلير رومان (بالفرنسية: Claire Roman)‏ هي طيارة فرنسية، ولدت في 25 مارس 1906 في ميلوز في فرنسا، وتوفيت في 4 أغسطس 1941 في أود في فرنسا.